# 辰市神社
辰市神社（たついちじんじゃ）は、奈良県奈良市杏町にある神社。もと神宮神社（こうのみや・鴻宮）と呼ばれていた。

## 歴史
神護景雲2年(768年)、武甕槌命が鹿島神宮より春日大社に遷座した後、供奉した中臣時風・秀行は神託により西南の方へ神木を投じ、その落ちた辰市の地を居所とした。時風らは春日の神木を崇敬し、この地に奉斎したのが神宮社、すなわち辰市神社であるという。
「春日社記録 (中臣裕明記)」の建久9年(1197年)4月22日の条によると、春日大社末社の木宮社 (紀伊神社)の旧殿を譲渡されている。また嘉禎2年(1236年)の遷宮においても、本社第二殿を拝領している。
天正年間に松永久秀と筒井順慶の戦火にあい、南門、拝殿、神楽所、移殿など社殿がことごとく消失した。その後の慶長の乱などもあり、神楽もほぼ一時中絶した。神事は享和2年(1802年)から再興。かつては頭屋渡りなどの祭事の際には、甲冑騎馬姿で参道を渡御したと伝わる。社殿境内は明治から大正にかけて復興され、鳥居は1919年(大正8年)10月に再建。鳥居の両側に「神宮社」と刻まれた天保4年(1833年)の石灯籠がある。

## 祭神
春日大社の2神を祀る。
- 武甕槌命 (常陸国鹿島明神)
- 経津主神 (下総国香取明神)

## 社殿
- 本殿 - 流造[2]
- 神饌所[2]
- 前方に１０個の礎石が並ぶが、かつてここに桁行5間余、梁行１間半の「門長屋」と呼ばれた拝殿があった[2]。

## ギャラリー

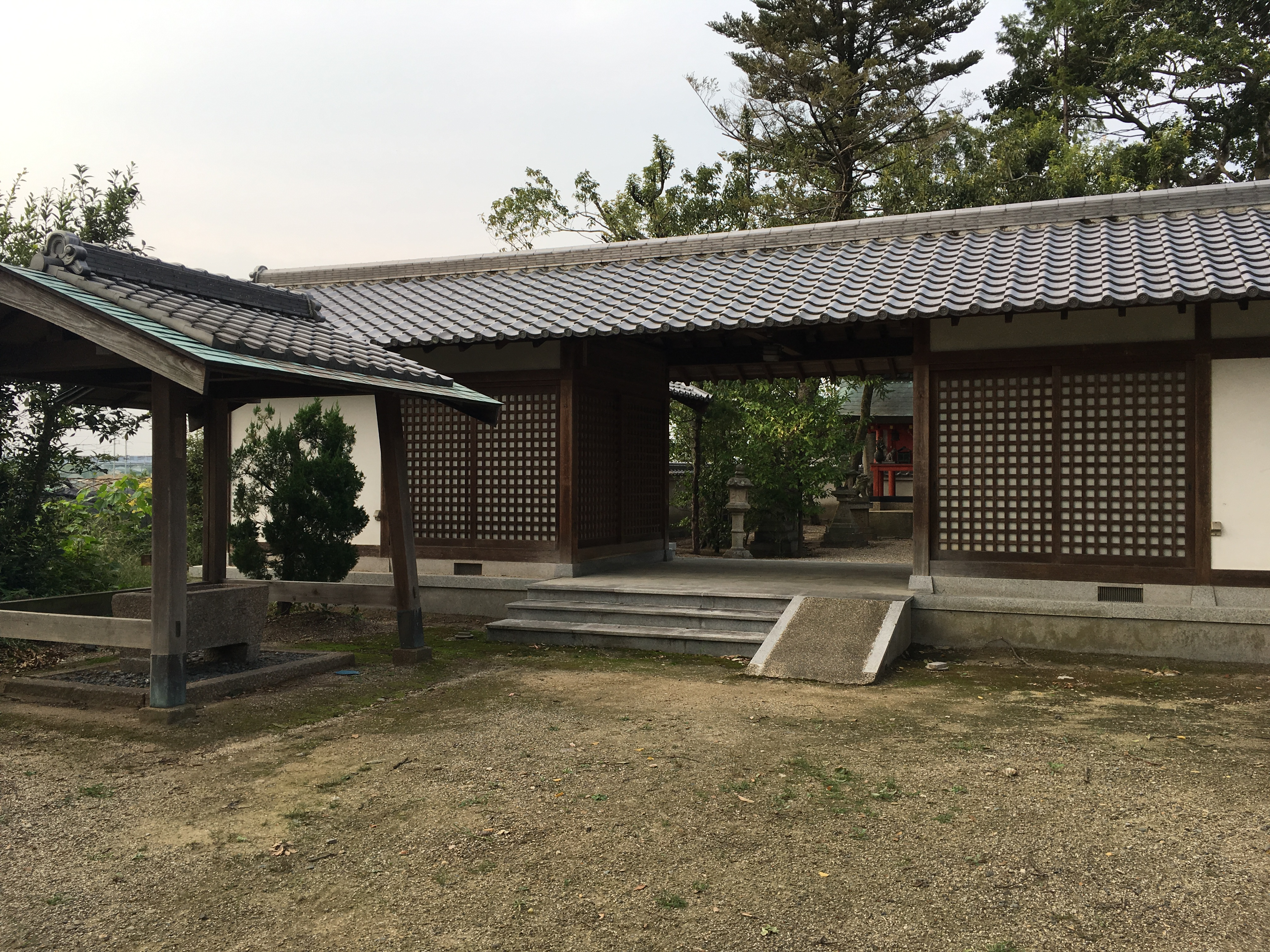
神饌所
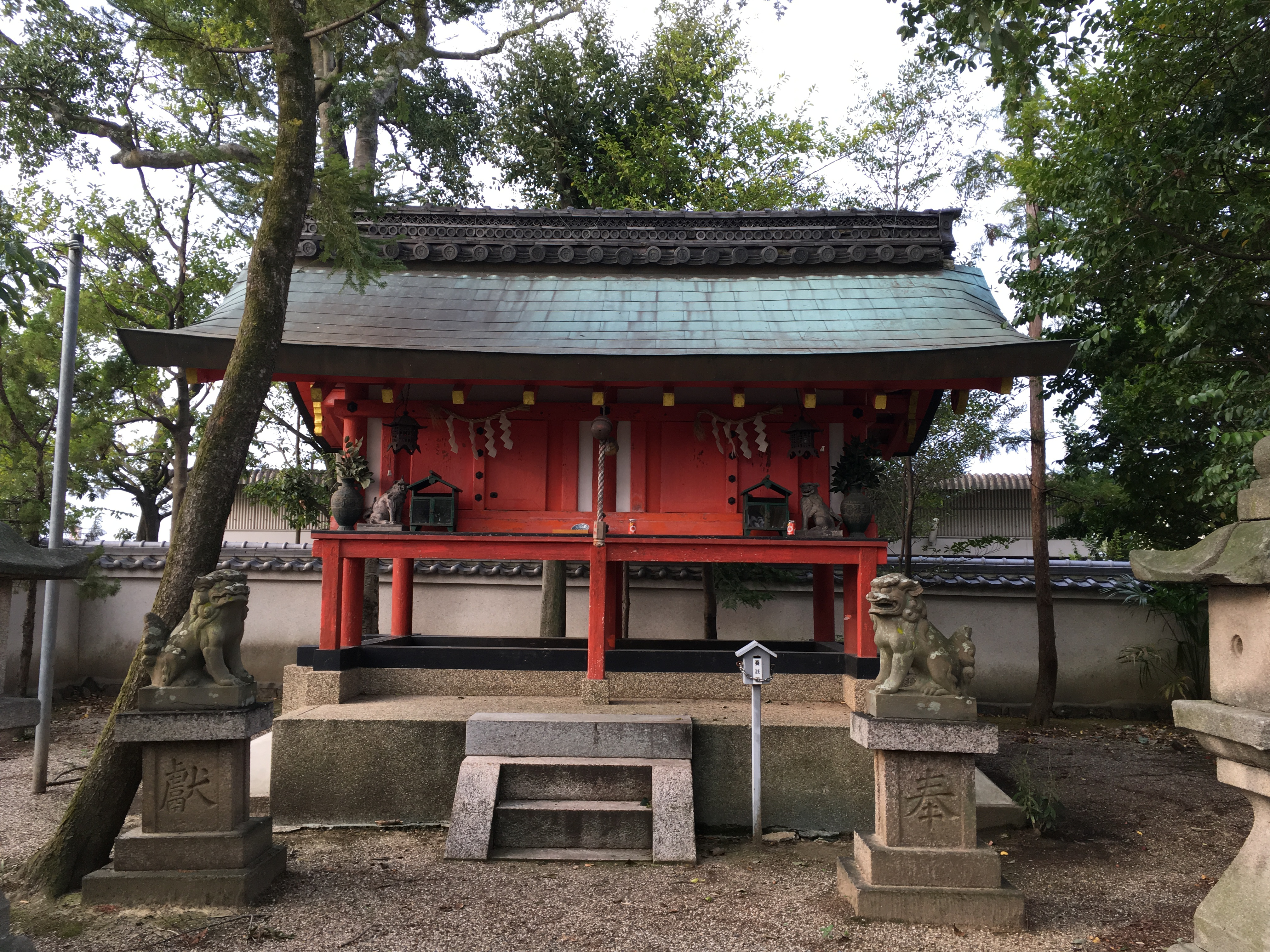
本殿
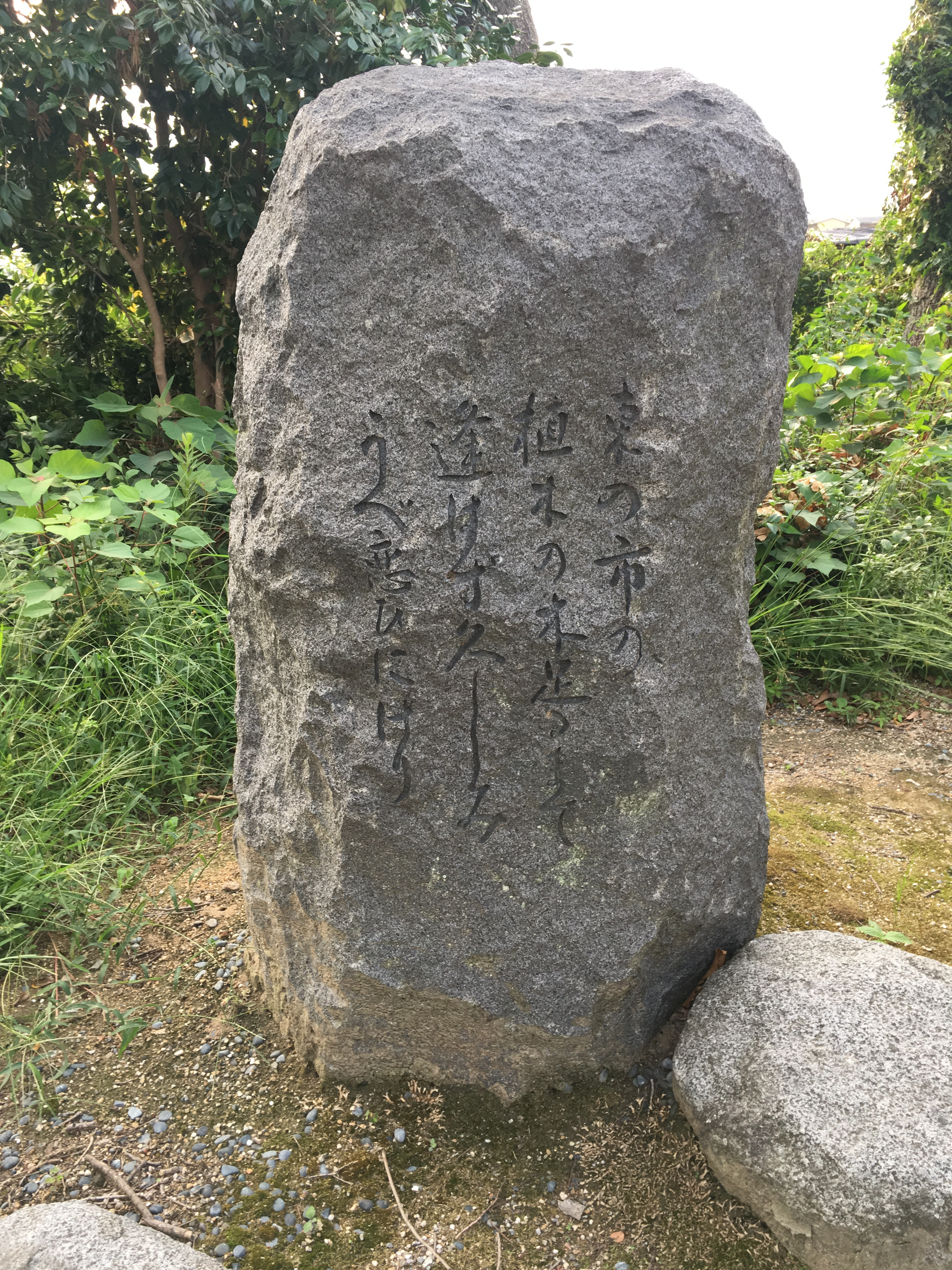
歌碑